# Duitse Keizerrijk

Het Duitse Keizerrijk, zijn provincies en 25 Bondslanden

Het Duitse Keizerrijk (Duits: Deutsches Kaiserreich) is de onofficiële benaming voor het Duitse Rijk in de periode tussen 18 januari 1871 en 9 november 1918, waarin het Rijk in staatkundig opzicht een semi-constitutionele monarchie was.

## Naam
Het Duitse Keizerrijk heette officieel Duitse Rijk (Duits: Deutsches Reich), een benaming die verwees naar het oude Heilige Roomse Rijk. Ook na de val van de monarchie bleef deze naam gehandhaafd, tot 1945. In de geschiedwetenschap scheidt men met de toevoeging keizerrijk de jaren van 1871 tot 1918 af van de latere republikeinse tijd.
In de (buiten de Duitstalige wereld) gebruikelijke terminologie van Arthur Moeller van den Brucks boek Das dritte Reich (1923) geldt het keizerrijk als Tweede Rijk. Hij noemde het Heilige Roomse Rijk het Eerste Rijk en verwachtte een Derde Rijk. Het nationaalsocialistisch regime maakte van deze laatste term officieel alleen gebruik in de vooroorlogse periode.

## Geschiedenis

### Voorgeschiedenis
Aan het Heilige Roomse Rijk, dat reeds eeuwen in verval was, kwam met de stichting van de Rijnbond en de troonsafstand van keizer Frans II in 1806 definitief een einde. Door de Franse Revolutie en de napoleontische oorlogen had echter het nationalisme in Europa opgang gemaakt en na de Franse tijd kwam er, vooral vanuit de steeds belangrijkere burgerij, een roep om een nieuwe staat waarin de Duitse inwoners van het voormalige rijk opnieuw verenigd waren. Volgens de aanhangers van de Groot-Duitse richting diende deze ook Oostenrijk te omvatten, volgens de aanhangers van de Klein-Duitse richting niet. Deze laatsten waren meest Pruisische nationalisten die Oostenrijk als belangrijkste Duitse staat door koninkrijk Pruisen wilden vervangen. Over het algemeen waren deze Pruisische nationalisten burgers die tot belangrijke posities opgeklommen waren; de oude Pruisische adel was over het algemeen conservatief gezind en gunde Oostenrijk nog steeds zijn aloude leidersrol in de Duitse landen. Een, naar later bleek, belangrijke uitzondering hierop was Otto von Bismarck die weliswaar van adel was maar in allereerste plaats een rasechte nationalist.
Na het Congres van Wenen (1815) waren er 39 Duitse staten, die zich verenigden in de Duitse Bond maar die een grote mate van zelfstandigheid behielden. Een poging om in het kielzog van de Maartrevolutie (1848/1849) een constitutioneel keizerrijk op liberale grondvesten te stichten mislukte toen Frederik Willem IV van Pruisen de hem door het Frankfurter Parlement aangeboden keizerskroon afwees door te verklaren dat hij de keizerskroon slechts uit handen van de Duitse vorsten wenste te ontvangen, zoals gebruikelijk tijdens het Heilige Roomse Rijk, en niet uit handen van een volksvertegenwoordiging.
Toen Otto von Bismarck in 1862 premier van Pruisen werd, begon hij een actieve politiek om de Klein-Duitse optie te verwezenlijken door stelselmatig Oostenrijkse invloed in de Duitse Bond af te breken en tegelijkertijd die van Pruisen te vergroten. Die macht was overigens al behoorlijk vergroot na de napoleontische tijd. Pruisen bezat sinds die tijd met de Rijnprovincie een grote industriële basis in het Rijnland en gebruikte deze om zijn al aanzienlijke leger nog verder te moderniseren. Oostenrijk was op dit gebied weinig vernieuwend en liep snel een militaire achterstand op ten opzichte van Pruisen.
De Pruisisch-Oostenrijkse Oorlog (1866), die Oostenrijk dan ook verloor, resulteerde in een verdere vergroting van het Pruisisch overwicht in de Duitse landen door de annexatie van de staten Sleeswijk, Holstein, Hannover, Hessen-Kassel, Nassau en Frankfurt en de stichting van de Noord-Duitse Bond. De zuidelijke staten Baden, Beieren, Württemberg, Oostenrijk, Liechtenstein en het zuidelijke deel van Hessen-Darmstadt waren daarvan geen lid.
In de Frans-Duitse Oorlog (1870/1871) streden de Zuid-Duitse staten wel mee aan Pruisische zijde tegen Frankrijk. Bismarck greep deze kans aan om uiteindelijk een Klein-Duitse vereniging te bewerkstelligen.

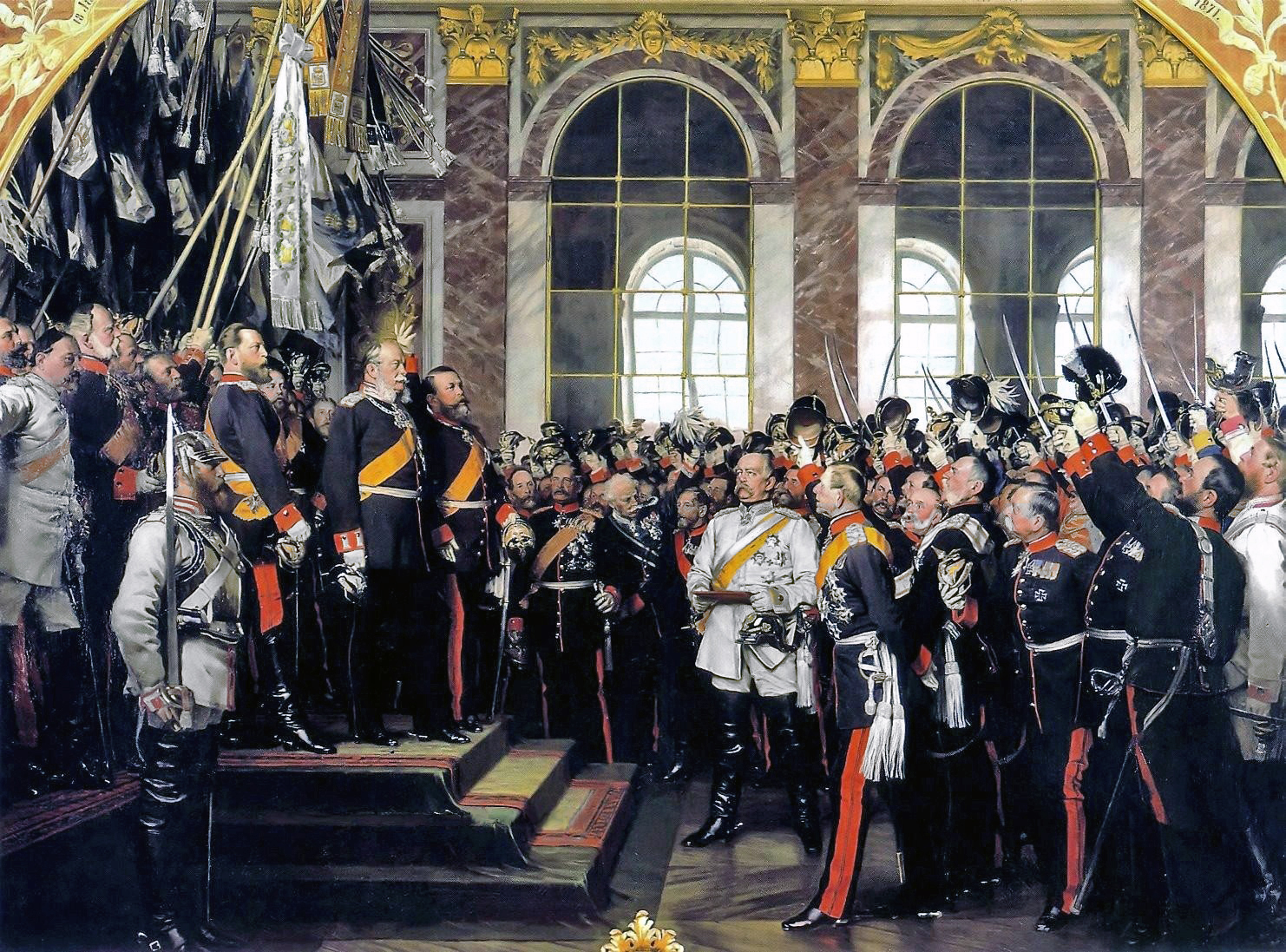
De proclamatie van Wilhelm I tot Duits keizer te Versailles op 18 januari 1871.
Uiterst links op de verhoging (in het zwart) kroonprins Frederik Willem (de latere Frederik III), daarnaast zijn vader Wilhelm I en groothertog Frederik I van Baden, die als eerste een toost op keizer Wilhelm uitbracht. In het midden (met het witte uniform) Otto von Bismarck, direct rechts van hem Helmuth von Moltke. Schilderij door Anton von Werner (1843-1915)

### De Reichsgründung
Op 18 januari 1871 vond de Reichsgründung (de oprichting van het keizerrijk) plaats: in de Spiegelzaal van het Kasteel van Versailles werd Wilhelm I van Pruisen door de Duitse vorsten tot Duits keizer uitgeroepen. Niet alles was hierbij van een leien dakje verlopen: Wilhelm aanvaardde de keizerlijke waardigheid slechts met tegenzin en de Beierse koning Lodewijk II was slechts na omkoping tot toetreden bereid gebleken.
Dit Duitse Rijk bestond uit de staten van de Noord-Duitse Bond, aangevuld met Beieren, Württemberg, Baden en het andere deel van Hessen-Darmstadt. Het was niet, zoals men in 1848 had gewild, een liberale en volledig constitutionele monarchie, maar anti-liberaal en onvolledig constitutioneel. Ook was het rijk sterk militaristisch van aard. Het keizerrijk was een vorstenbond onder Pruisische leiding, maar waarbij de afzonderlijke staten op cultureel en bestuurlijk gebied een grote mate van soevereiniteit genoten. Aan het zelfbewuste Beieren waren concessies gedaan.

### Politiek stelsel
De Grondwet van het Duitse Keizerrijk uit 1871 benadrukte het monarchale en conservatieve karakter van de staat waarbij er zo min mogelijk concessies aan de liberalen werden gedaan.
Staatshoofd, met de titel 'keizer', was de koning van Pruisen uit het huis Hohenzollern. Bij de oprichting van het keizerrijk was dit Wilhelm I. Deze had het recht de Rijksregering te benoemen en af te zetten, de Bondsraad - bestaande uit 58 afgevaardigden van de Duitse staten - en de Rijksdag - met 382 (sinds 1873: 397) leden - bijeen te roepen en heen te zenden, internationale verdragen te sluiten, te bepalen over oorlog en vrede en hij had het opperbevel over het leger. In de Zuid-Duitse staten voerden in vredestijd de plaatselijke monarchen echter het opperbevel.
Onder de keizer stond de rijkskanselier, die tevens voorzitter van de Bondsraad en vrijwel altijd ook premier van Pruisen was. Onder de rijkskanselier stonden de diverse Staatssekretäre (staatssecretarissen), de titel van de leider van een ministerie (toen Amt of Reichsamt genoemd) die het beleid uitvoerden. De Rijksdag, die door middel van algemeen kiesrecht voor mannen werd verkozen (in de Duitse staten gold veelal een kiesstelsel op basis van drie inkomensgroepen), werd aanvankelijk elke drie jaar gekozen, sinds 1888 elke vijf jaar. Deze volksvertegenwoordiging had slechts beperkte controlerende bevoegdheden over het erfelijke staatshoofd. Ook had de volksvertegenwoordiging weinig controlerende invloed op het beleid: dat werd vastgesteld door de kanselier, die alleen aan de keizer verantwoording schuldig was. Wel keurde de Rijksdag de voorgestelde begroting al of niet goed en stelde wetten voor. Daarover had de keizer in principe niets te zeggen, maar over het algemeen, door de vrijwel altijd conservatieve meerderheid in de Rijksdag en de Bondsraad, werden zijn wensen en die van de aristocratie meestal toch gehonoreerd. In de grondwet werd verder vastgelegd dat de keizer alle belangrijke staatszaken zelf kon beslissen als hij dat wilde. Keizer Wilhelm I maakte er geen gebruik van en bemoeide zich ook niet met rijkskanselier Bismarck en diens regering, zodat deze zijn politiek kon uitvoeren en zodoende zijn stempel op het land kon drukken. De kleinzoon van Wilhelm I, keizer Wilhelm II, die erom bekend stond steeds zijn eigen zin te willen doordrijven, maakte echter wel volop gebruik van zijn grondwettelijke rechten en toen Bismarck niet aan zijn wensen wilde voldoen kon hij Bismarck terzijde schuiven en vervangen door de onervaren Leo von Caprivi. In combinatie met het gebrek aan meer controlerende bevoegdheden van het parlement kon Wilhelm II daardoor zijn eigen wil opleggen aan de politiek.
Uit de aanzienlijke rechten voor de keizer bleek dat het rijk nog geen volledige constitutionele monarchie was (zoals bijvoorbeeld al het geval was in Nederland en Engeland), waarbij de monarch meer in zijn macht wordt beperkt en gecontroleerd door de regering. Dit werd vooral duidelijk na 1888: tot dan werd de politiek nog gedomineerd door Bismarck, maar daarna meer en meer door Wilhelm II.
Zie ook de integrale tekst van de grondwet op Wikisource:
- Verfassung des Deutschen Reiches (1871) (Duits)
- Constitution of the German Empire (Engels)

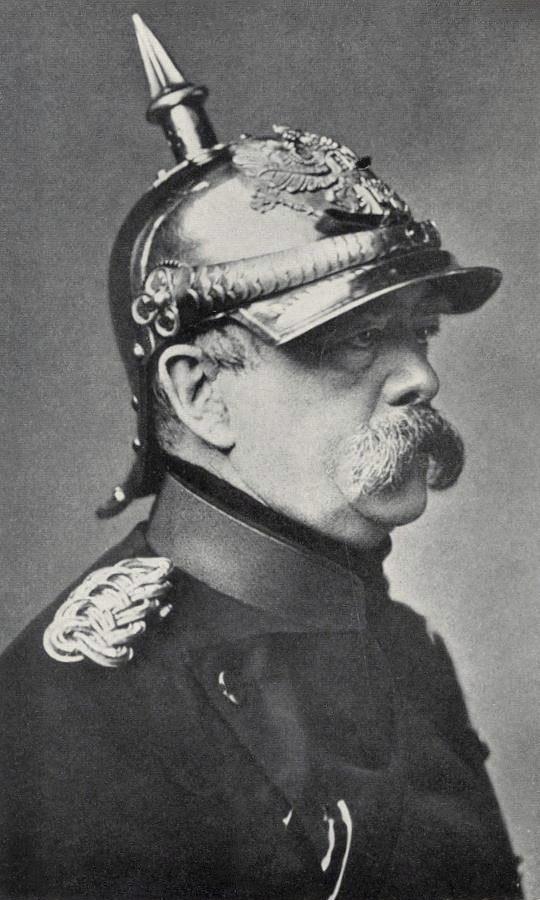
Otto von Bismarck met op het hoofd een pickelhaube

### De bismarckiaanse periode (1871-1890)
Keizer Wilhelm I werd in feite gedomineerd door de krachtige persoonlijkheid van Bismarck en verzette zich zelden tegen diens beleid. Op zijn beurt was Bismarck, een conservatief edelman in hart en nieren, trouw aan zijn monarch en behandelde Wilhelm met groot respect. Zodoende had Bismarck de vrije hand om zijn beleid naar eigen inzicht uit te voeren.
Bismarck, een piëtistische protestant, trachtte ten eerste, met hulp van de liberalen, de culturele invloed van het katholicisme te beperken. Bismarck wantrouwde de parlementaire democratie en oppositiepartijen in het bijzonder. Daarnaast won de katholieke Deutsche Zentrumspartei aan invloed onder dissidenten in Polen. Bismarck wantrouwde de partij en hij vond dat de Katholieke Kerk te veel invloed uitoefende op de Duitsers van katholieken huize. Aan deze Kulturkampf, waarin verschillende antiklerikale maatregelen werden genomen zoals sluiting of onteigening van scholen en ziekenhuizen die door kloosterordes werden geleid en zelfs sluiting van kloosters, kwam een einde toen Bismarck de steun van de katholieken nodig had voor andere doelen en de in 1878 verkozen paus Leo XIII zich verzoenend opstelde.
Toen het voorheen agrarische Duitsland in snel tempo industrialiseerde, sloeg Bismarck een protectionistische richting in om de prille industrie te beschermen, die hem echter met de liberalen, die vrijhandel voorstonden, in conflict bracht.
Hij bestreed ook de socialisten fel, enerzijds door de onderdrukkende Socialistenwet van 1878, anderzijds door de sociale zekerheid te vergroten en hen aldus de wind uit de zeilen te nemen: in 1883 werd een ziekteverzekering ingevoerd, in 1884 een ongevallenverzekering en in 1889 een pensioenverzekering. Het Duitse Keizerrijk was daarmee het eerste land in Europa dat dergelijke sociale voorzieningen invoerde.
Bismarck poogde een snelle modernisering van het rijk te bewerkstelligen en, door middel van supraregionale wetten (die dus voor het hele Rijk golden), de enorme verschillen tussen de Duitse staten te verkleinen. Dit leidde in 1872 tot het nationaal invoeren van het metrieke stelsel en op 1 januari 1900 tot het Bürgerliches Gesetzbuch, dat heden ten dage nog steeds geldt.
Wat betreft de internationale politiek stuurde Bismarck niet aan op verdere uitbreiding van Duitsland. Hij trachtte het nieuwe machtsevenwicht te bewaren. Door verschillende bondgenootschappen lukte het hem erfvijand Frankrijk te isoleren. Na het Congres van Berlijn (1878), dat Duits-Russische spanningen tot gevolg had, sloot hij met Oostenrijk de Tweebond, die in 1882 door het toetreden van Italië tot Driebond werd. In 1887 kwam op Bismarcks aandringen het Herverzekeringsverdrag met Rusland tot stand, dat voor een periode van drie jaar wederzijdse neutraliteit in een eventuele Europese oorlog garandeerde.

### De wilhelminische periode (1890-1918)

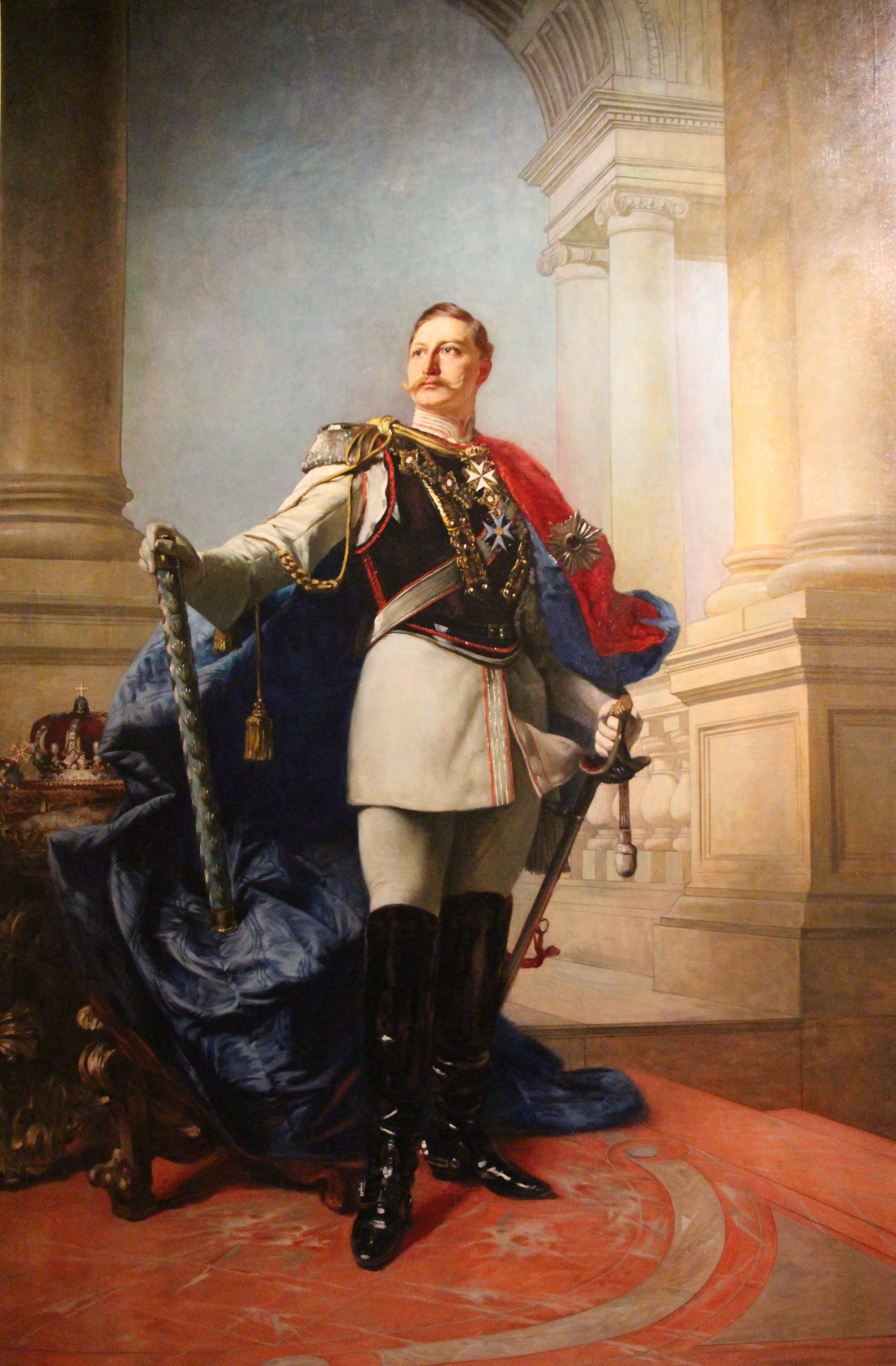
Een theatraal poserende Wilhelm II op een portret van Max Koner

Wilhelm I overleed in 1888 en werd in dit zogenaamde 'Driekeizerjaar' opgevolgd door zijn liberale zoon Frederik III, die op het tijdstip van zijn troonsbestijging echter al doodziek was. Hij had keelkanker in het terminale stadium) en stierf 99 dagen later. Diens zoon en opvolger, de ambitieuze maar impulsief, tactloos en onnadenkend handelende Wilhelm II, was evenals Bismarck conservatief gezind. Hij stond aanvankelijk sterk onder invloed van de IJzeren Kanselier, maar ontsloeg hem twee jaar later (1890) omwille van meningsverschillen en omdat Bismarck niet wilde meegaan in Wilhelms 'nieuwe politiek'. Wilhelm II trachtte zelf de macht zo veel mogelijk in handen te krijgen, waartoe hij volgens de grondwet (ironisch genoeg grotendeels door Bismarck zelf opgesteld) ook recht op had en er aldus handig misbruik van maakte. Wilhelm vond dat een vorst ook soeverein moest kunnen regeren en had niet veel op met de volksvertegenwoordiging in de Rijksdag, die hij denigrerend een "Affenhaus" (apenhuis) noemde. Wilhelm II zorgde ervoor dat er alleen zwakke figuren tot rijkskanselier benoemd werden zodat hij zijn eigen zin kon doordrijven. Maar zijn beleid deed het land geen goed: hij was volstrekt ondiplomatiek, voerde een zwalkende politiek en zorgde geregeld voor diplomatieke rellen door zijn ondoordachte publieke uitlatingen.
Wilhelm II en Bismarcks opvolger Leo von Caprivi vervingen Bismarcks gecompliceerde buitenlandbeleid door een "Nieuwe Koers" die op een verbintenis met het Verenigd Koninkrijk aanstuurde. In 1890 verlengde hij het Herverzekeringsverdrag met Rusland niet, ondanks Russisch aandringen daartoe, waarna Rusland toenadering zocht bij Frankrijk. Dit maakte een door Bismarck gevreesde tweefrontenoorlog mogelijk.
De aanvankelijk verbeterde relatie met Engeland verslechterde alweer snel, onder meer door de Duitse steun aan de Boeren in de Tweede Boerenoorlog en bereikte een dieptepunt toen Alfred von Tirpitz met de opbouw van de Kaiserliche Marine begon; Wilhelm II vond namelijk dat Duitsland, evenals de andere grootmachten, een koloniaal rijk met bijbehorende grote zeemacht moest hebben en wilde Engeland in dit opzicht militair tegenwicht bieden op de wereldzeeën. Deze provocerende politiek dreef de voorheen traditioneel neutrale Britten in het kamp van de tegenstanders van Duitsland, in de eerste plaats Frankrijk. Bismarck had dit soort onnodige provocaties juist vermeden. Wilhelms totale gebrek aan tact leidde meermaals tot internationale schandalen (zoals het Daily Telegraph-incident in 1908). Deze brandjes konden door de diplomaten nog geblust worden, maar leidden wel tot een steeds groter wantrouwen ten opzichte van de vermoedelijke intenties van de Duitse machthebbers.
Hoewel de grenzen in Europa open waren, was er een ongebreidelde wedloop om de macht tussen de sterk op nationalisme en militarisme stoelende staten van Europa. Op het diplomatieke vlak werd het beeld bepaald door wisselende bondgenootschappen, waarbij Duitsland ten slotte door onder andere de imperialistische politiek van Wilhelm II en de eveneens imperialistische politiek van Frankrijk en het Verenigd Koninkrijk vrijwel geïsoleerd werd. Italië werd door een reeks geheime verdragen met Frankrijk en Groot-Brittannië losgeweekt van de Driebond en alleen Oostenrijk-Hongarije bleef een trouwe bondgenoot (maar dit rijk werd wel steeds zwakker door het opkomende nationalisme van de vele etnische minderheden binnen zijn grenzen die steeds meer onafhankelijkheid eisten van Wenen). De wilhelminische periode was, vanwege al deze onderlinge irritaties, daarom een soort stilte voor de storm, die uiteindelijk door de gebeurtenissen op de Balkan tot uitbarsting zou komen. Een laatste poging (1909-1914) van rijkskanselier Theobald von Bethmann Hollweg om de Triple Entente, bestaande uit het Verenigd Koninkrijk, Rusland en Frankrijk, te laten ontbinden, mislukte.

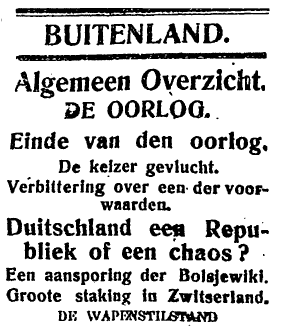
Kop in het Nederlandse dagblad Het Centrum op 11 november 1918

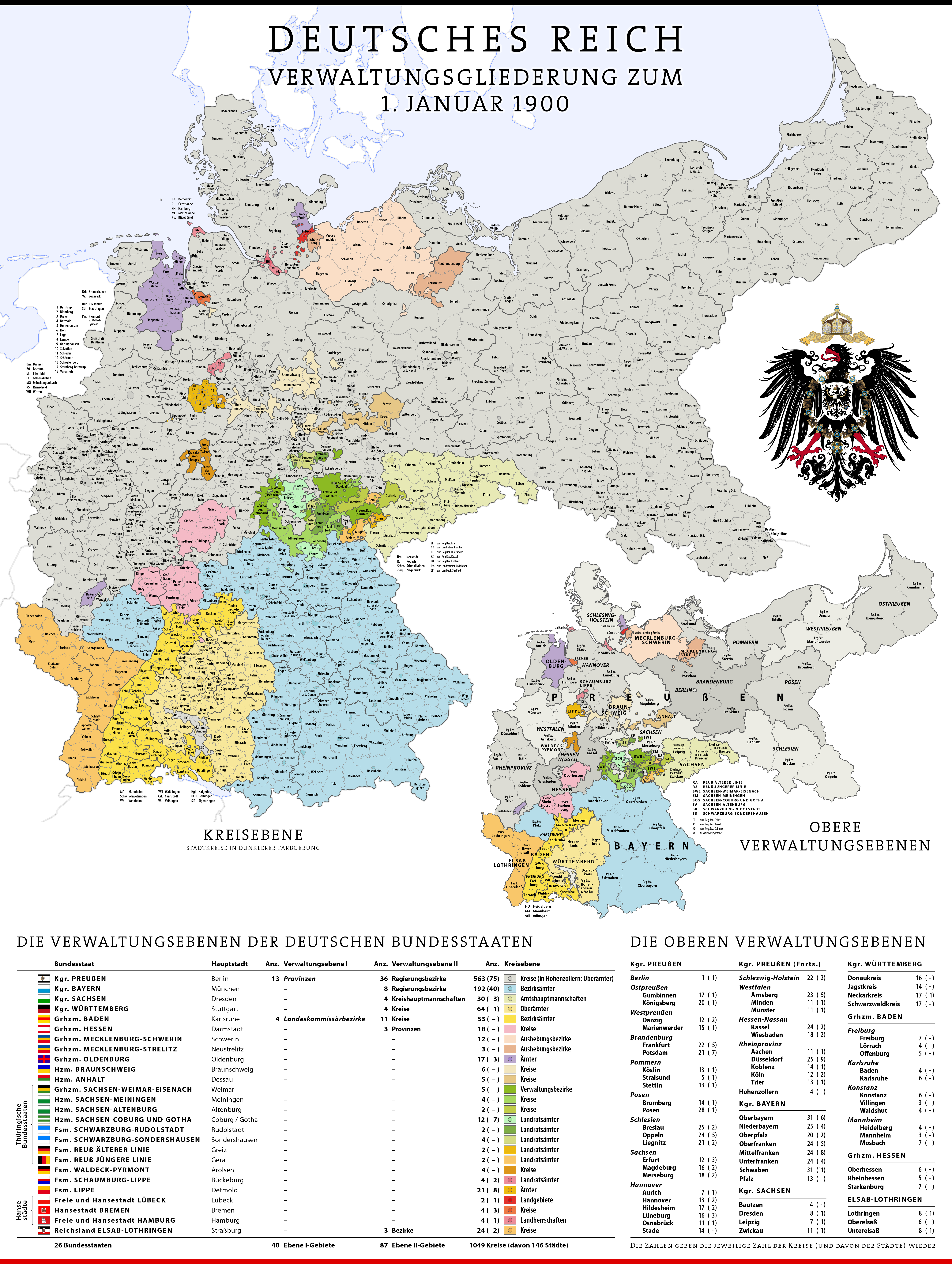
Bestuurlijke indeling

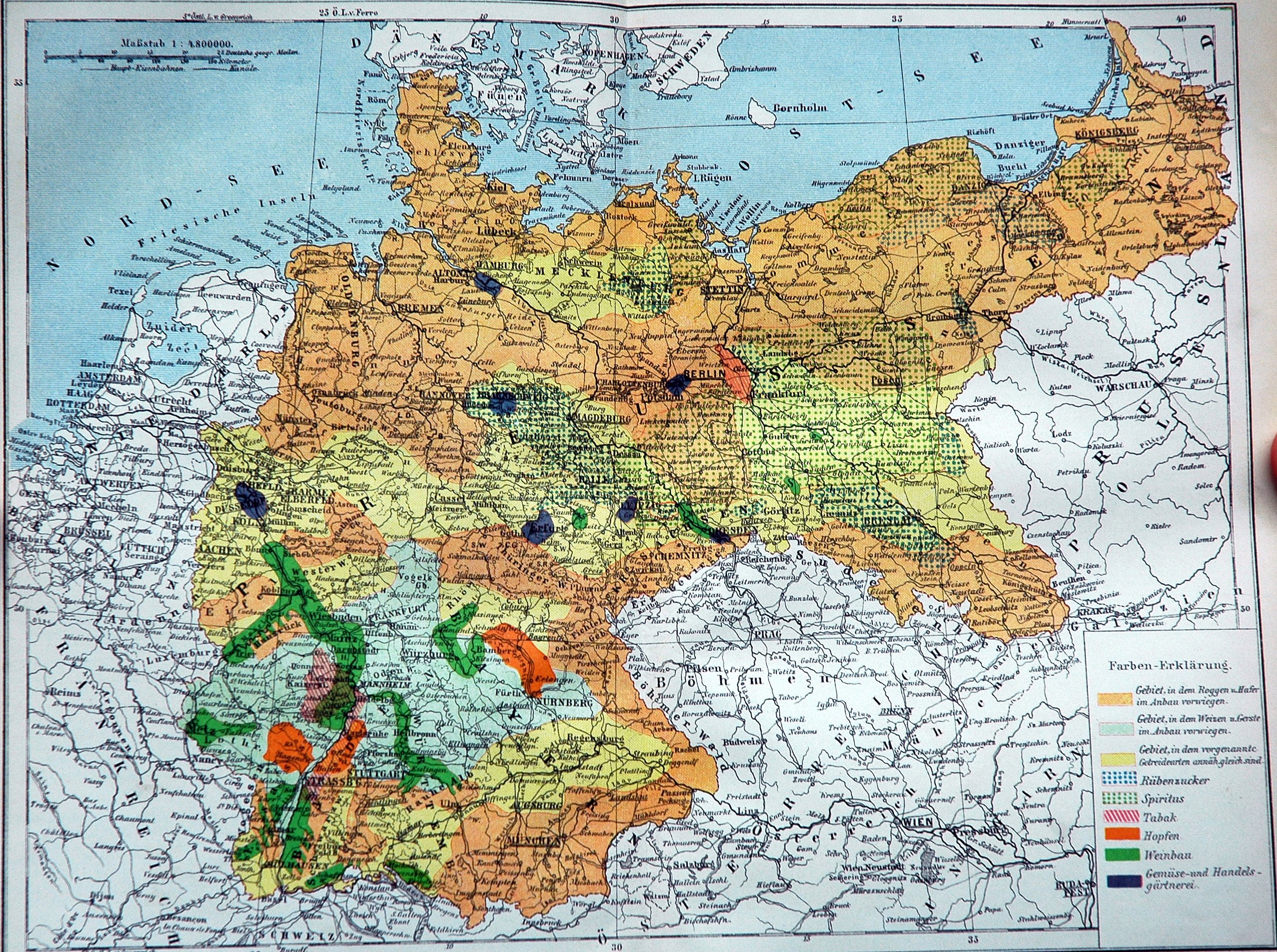
Landbouw

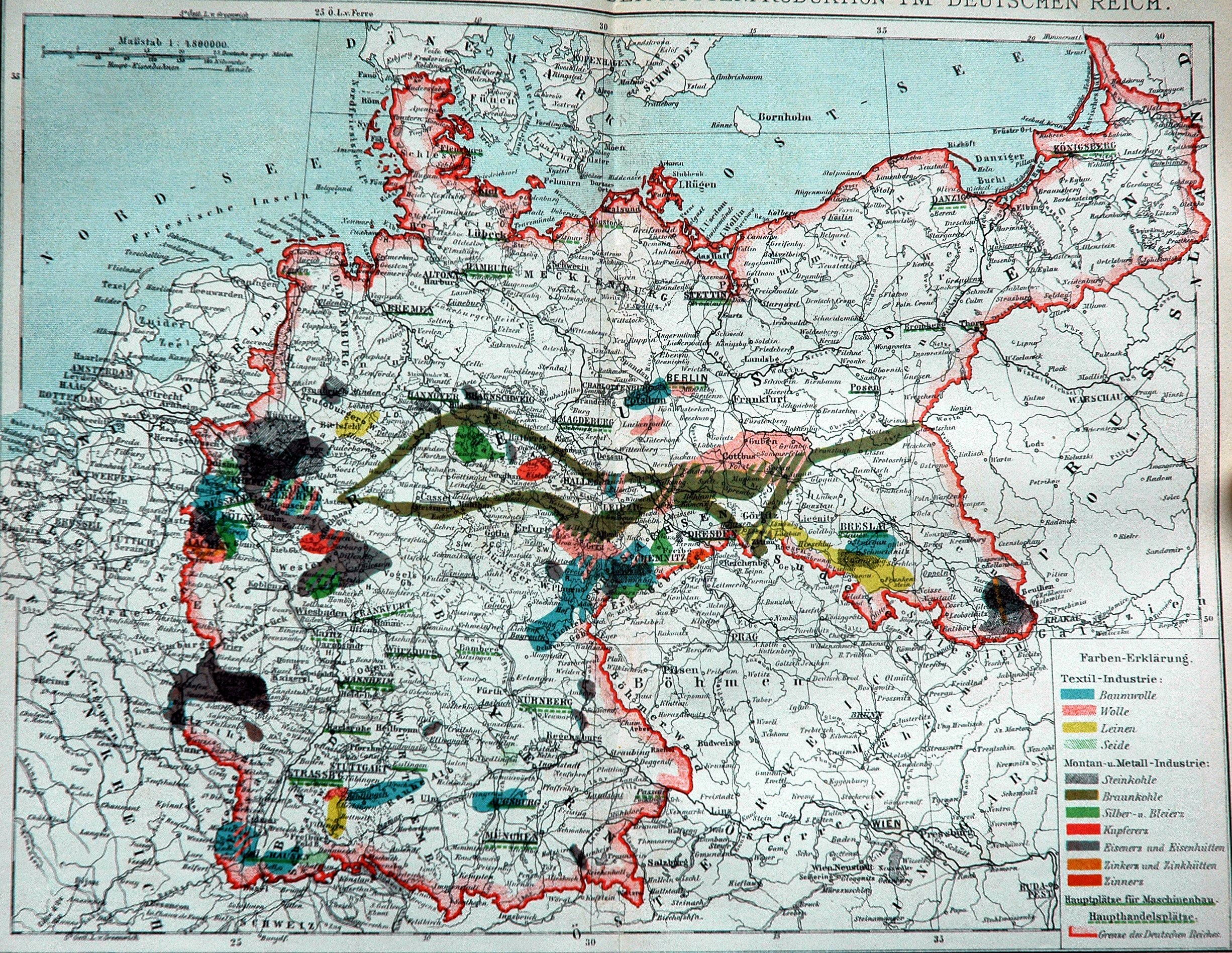
Industrie en mijnbouw

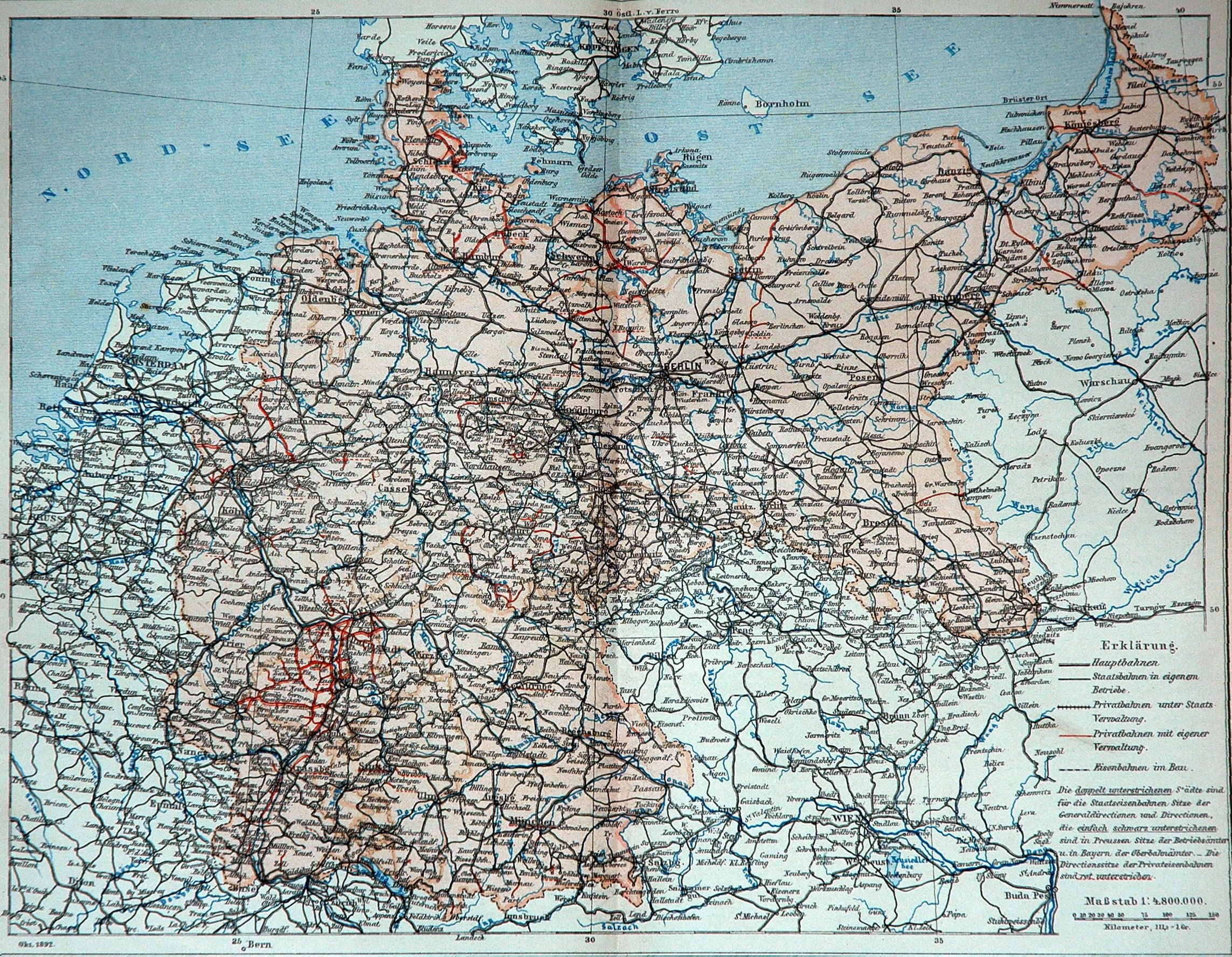
Spoorlijnen

### Eerste Wereldoorlog
Na de moord op Frans Ferdinand vond de Driebond (Duitsland, Oostenrijk-Hongarije, Italië) zichzelf in de Eerste Wereldoorlog tegenover de Triple Entente. Aanvankelijk had de dreigende oorlog tussen Servië en Oostenrijk-Hongarije wellicht met diplomatieke middelen nog afgewend kunnen worden, of anders beperkt tot een 'derde Balkanoorlog', maar doordat Wilhelm II bijna onmiddellijk zijn onvoorwaardelijke steun aan Oostenrijk meedeelde en bovendien, na herhaaldelijk aandringen van zijn generale staf, zijn generaals uiteindelijk vrij baan gaf in hun aanvalsplannen betreffende België, Frankrijk en Rusland, was de 'Grote Oorlog' al snel realiteit. Het Duitse enthousiasme voor de oorlog (zoals in het begin van het conflict ook bij de andere deelnemende landen) was aanvankelijk groot: voor Kerstmis meenden alle strijdende partijen de overwinning behaald te hebben op de tegenstanders en weer thuis te zijn. Maar de prijs van deze oorlog voor de Duitsers was veel hoger dan verwacht: de voorheen ongekende verschrikkingen en massale slachtpartijen van de loopgraven en het uiteindelijke verlies van de oorlog. Ook stelden de geallieerde tegenstanders vrijwel onmiddellijk een blokkade van Duitsland in en al snel resulteerde dit in steeds ernstigere tekorten: aan grondstoffen voor de industrie en aan voedsel voor de bevolking. De interne problemen die in alle Europese staten bestonden, vooral de sociale spanningen die werden opgeroepen door de, door de oorlog nog verder toegenomen, grote armoede onder het proletariaat, kwamen in Duitsland daardoor in alle hevigheid aan de oppervlakte. De geloofwaardigheid van het aristocratisch/conservatieve bewind brokkelde af en in de Rijksdag begon een toenemend antimonarchistische stemming te heersen waarbij steeds luider het aftreden van de keizer werd geëist door steeds meer politieke partijen. Vooral de socialisten en de radicalere communisten kregen de wind in de zeilen.
Gedurende de oorlog kwam het bestuur van het keizerrijk in steeds grotere mate bij het leger te liggen en uiteindelijk had de keizer zelf niet veel meer in te brengen. De Oberste Heeresleitung (Paul von Hindenburg en Erich Ludendorff) dwong in 1917 het ontslag af van rijkskanselier Theobald von Bethmann Hollweg.

### Ondergang
In 1917 kon, dankzij de Russische Revolutie, nog een wapenstilstand met Rusland worden bedongen, die in maart 1918 tot de Vrede van Brest-Litovsk leidde. Hierdoor konden de troepen van het voormalige oostfront nu ook aan het westfront ingezet worden en de legerleiding probeerde met een laatste krachtsinspanning de oorlog in het voordeel van Duitsland te beslissen. Maar dit laatste offensief, de Kaiserschlacht, mislukte en kort hierop werd de toestand uitzichtloos. De laatste reserves van het leger waren nu bijna opgebruikt en in de steden braken steeds meer onlusten uit door o.a. de nijpende voedseltekorten en snel volgde de totale ineenstorting. De legerleiding zag ook in dat de oorlog niet meer te winnen was: er dreigde zelfs een totale bezetting van Duitsland zodra het leger definitief de strijd moest opgeven. Er diende dus zo snel mogelijk onderhandeld te worden met de geallieerden om de oorlog te beëindigen.
Dit leidde in september 1918 tot de benoeming tot rijkskanselier van de liberale prins Max van Baden, die men als de geschikte persoon zag om onderhandelingen met de geallieerden (inmiddels inclusief de Verenigde Staten) te voeren. Vooral de VS wenste meer democratisering van het semi-constitutionele regeringssysteem van het keizerrijk, voordat er onderhandeld kon worden. Door de Oktoberhervormingen werd hieraan tegemoetgekomen. De Rijksdag kreeg meer bevoegdheden en de invloed van keizer en aristocratie werd verminderd. Matrozenopstanden in Wilhelmshaven en Kiel leidden in november echter tot de Novemberrevolutie. In Beieren werd koning Lodewijk III op 7 november afgezet en werd de republiek uitgeroepen, andere staten volgden. Prins Max verklaarde Wilhelm op 9 november voor afgezet als Duits staatshoofd. Friedrich Ebert werd 'voorlopig hoofd' van de regering. Aanvankelijk wilden veel partijen in het parlement nog wel verder met een volwaardige constitutionele monarchie voor het land. Maar de invloedrijke positie van de monarch zou dan wel gereduceerd moeten worden naar een meer ceremoniële rol zoals in Nederland en Groot-Brittannië al het geval was. Maar terwijl men nog zocht naar een geschikte opvolger voor de afgezette keizer, - men dacht aan zijn kleinzoon of een ander verder familielid -, riep de vooraanstaande socialist Philipp Scheidemann nog op diezelfde dag de republiek uit om de communisten voor te zijn die hetzelfde wilden doen. Hiermee was een voortzetting van de monarchie in Duitsland onmogelijk geworden, vooral omdat de meeste partijen al snel hiermee instemden. Wilhelm II was op de dag van zijn afzetting in het Duitse legerhoofdkwartier in het Belgische Spa en durfde niet meer terug naar zijn eigen land. Ook wilden de geallieerden hem arresteren voor oorlogsmisdaden. De enige uitweg voor de ex-keizer was om naar een neutraal land te vluchten. Hij week op 10 november 1918 uit naar het neutrale Nederland, waar hij asiel aanvroeg. Hij woonde tot aan zijn overlijden in 1941 in Nederland. In eerste instantie in Kasteel Amerongen en later in Huis Doorn. Hij zag Duitsland nooit meer terug. Friedrich Ebert werd begin 1919 het nieuwe staatshoofd als de eerste door het parlement gekozen Reichspräsident (rijkspresident) van de nieuwe Duitse republiek die bekend zou worden als de Weimarrepubliek.

## Keizers
- 1871-1888: Wilhelm I (1797-1888)
- 1888: Frederik III (1831-1888)
- 1888-1918: Wilhelm II (1859-1941)

Zie ook:
- Lijst van vorsten in het Duitse Keizerrijk
- Lijst van staatshoofden van Duitsland

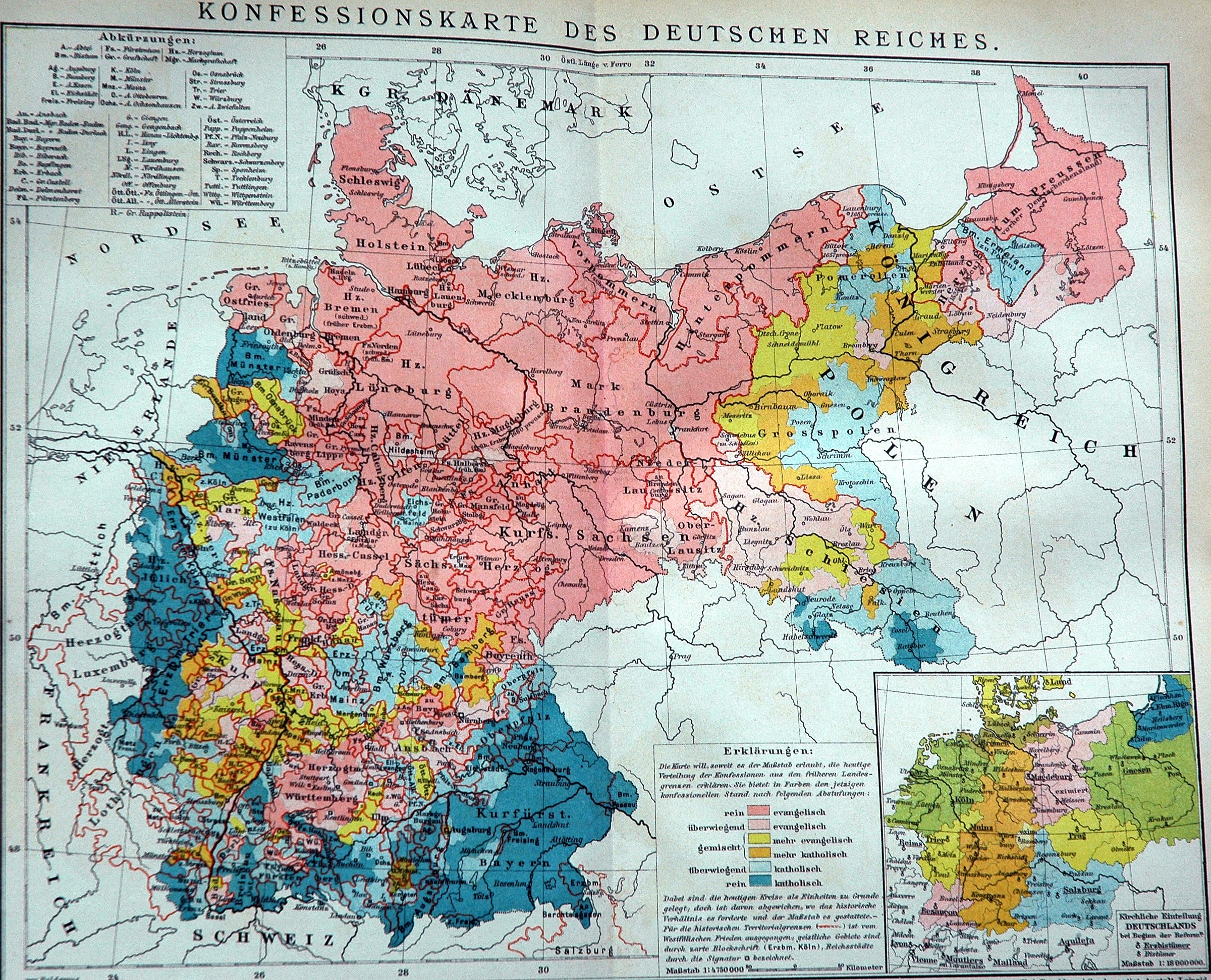
Religie

- Lijst van rijkskanseliers

## Territorium

### Grenzen
Het grondgebied van het Duitse Keizerrijk besloeg 540.766 km². Het grensde met de klok mee aan Denemarken, Rusland, Oostenrijk-Hongarije (Silezië, Moravië, Bohemen, Oostenrijk boven de Enns, Salzburg, Tirol-Vorarlberg), Zwitserland, Frankrijk, Luxemburg, België, Neutraal Moresnet en Nederland.
Het kende meerdere drielandenpunten, waarvan het driekeizerpunt (Dreikaisereck) bij Myslowitz in Opper-Silezië het bekendst was. Hier grensde het Duitse Keizerrijk aan de keizerrijken Oostenrijk en Rusland. Daarnaast was er een vierlandenpunt waar Duitsland grensde aan België, Nederland en Neutraal Moresnet (tegenwoordig is dit het Drielandenpunt bij Vaals).
Het land was tussen 1870 en 1918 in oppervlakte groter dan Frankrijk, maar  kleiner dan de dubbelmonarchie Oostenrijk-Hongarije.

### Bondslanden

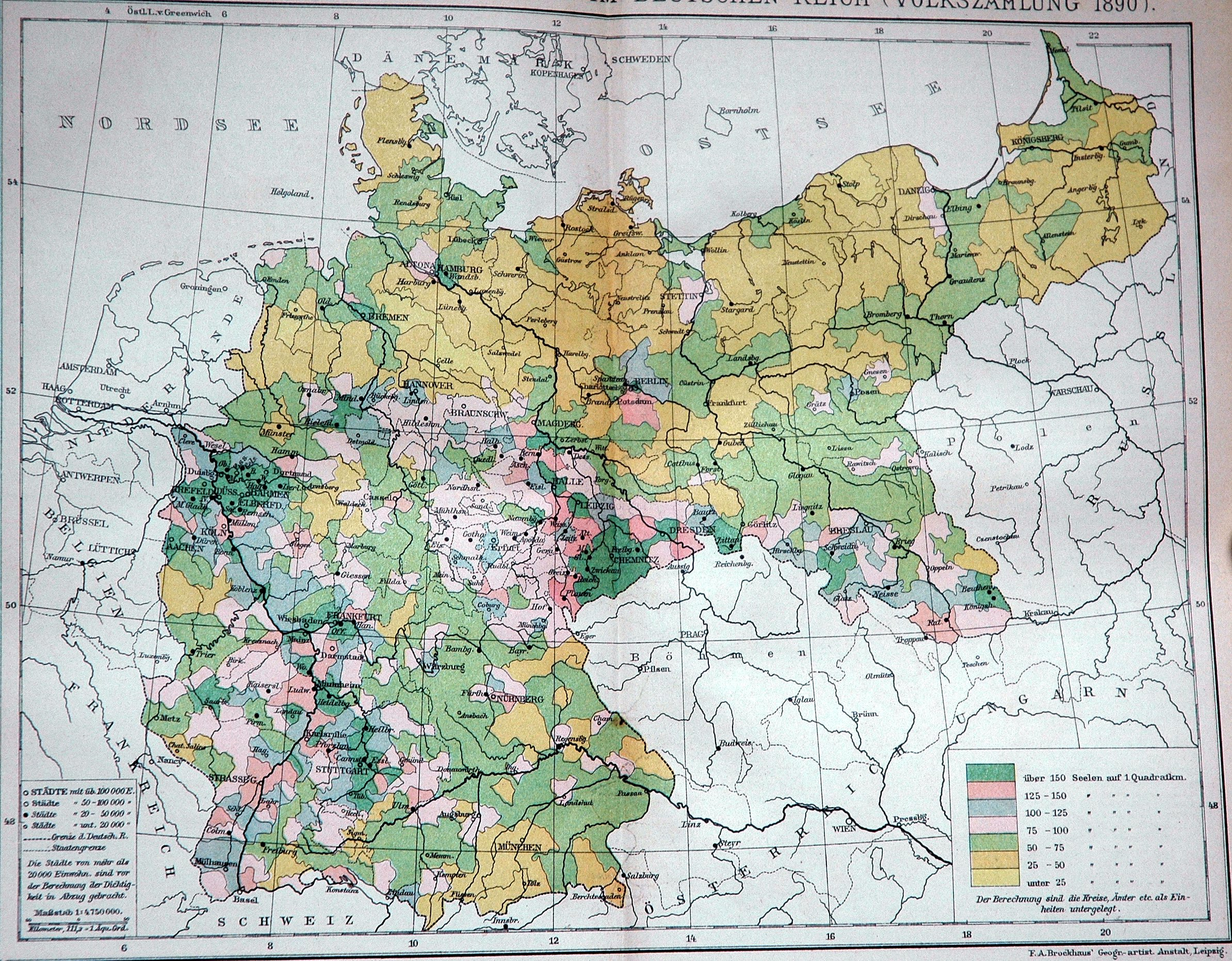
Bevolkingsdichtheid

Het Duitse Keizerrijk bestond uit 25 bondslanden, waarvan vier koninkrijken, zes groothertogdommen, vijf hertogdommen, zeven vorstendommen en drie vrije en hanzesteden. Daarnaast was er het rijksland Elzas-Lotharingen en het hertogdom Lauenburg, dat werd geregeerd in personele unie met Pruisen en in 1876 geheel bij dat land werd ingelijfd.
Deze staten lieten Buitenlandse Zaken en defensie over aan het rijk, maar konden hierop met hun stem in de Bondsraad invloed uitoefenen. Omdat Pruisen anders te veel zou domineren, hadden de kleine staten een relatief grote invloed.
| Duitse Rijk | Staatsvorm         | Staat                        | Hoofdstad       | Oppervlakte | Stemmen |
| --- | ------------------ | ---------------------------- | --------------- | ----------- | ------- |
| Beieren | Koninkrijk         | Beieren                      | München         | 75.870 km²  | 6       |
| Saksen | Koninkrijk         | Saksen                       | Dresden         | 14.992 km²  | 4       |
| Pruisen | Koninkrijk         | Pruisen met Lauenburg*       | Berlijn         | 348.702 km² | 17      |
| Württemberg | Koninkrijk         | Württemberg                  | Stuttgart       | 19.511 km²  | 4       |
| Baden | Groothertogdom     | Baden                        | Karlsruhe       | 15.067 km²  | 3       |
| Hessen-Darmstadt | Groothertogdom     | Hessen(-Darmstadt)           | Darmstadt       | 7688 km²    | 3       |
| Mecklenburg-Schwerin | Groothertogdom     | Mecklenburg-Schwerin         | Schwerin        | 13.126 km²  | 2       |
| Mecklenburg-Strelitz | Groothertogdom     | Mecklenburg-Strelitz         | Neustrelitz     | 2929 km²    | 1       |
| Oldenburg | Groothertogdom     | Oldenburg                    | Oldenburg       | 6428 km²    | 1       |
| Saksen-Weimar-Eisenach | Groothertogdom     | Saksen(-Weimar-Eisenach)     | Weimar          | 3611 km²    | 1       |
| Anhalt | Hertogdom          | Anhalt                       | Dessau          | 2299 km²    | 1       |
| Brunswijk | Hertogdom          | Brunswijk                    | Brunswijk       | 3672 km²    | 2       |
| Saksen-Altenburg | Hertogdom          | Saksen-Altenburg             | Altenburg       | 1323 km²    | 1       |
| Saksen-Coburg en Gotha | Hertogdom          | Saksen-Coburg en Gotha**     | Coburg en Gotha | 1977 km²    | 1       |
| Saksen-Meiningen | Hertogdom          | Saksen-Meiningen             | Meiningen       | 2468 km²    | 1       |
| Lippe | Vorstendom         | Lippe                        | Detmold         | 1215 km²    | 1       |
| Reuss jongere linie | Vorstendom         | Reuss jongere linie          | Gera            | 826 km²     | 1       |
| Reuss oudere linie | Vorstendom         | Reuss oudere linie           | Greiz           | 316 km²     | 1       |
| Schaumburg-Lippe | Vorstendom         | Schaumburg-Lippe             | Bückeburg       | 340 km²     | 1       |
| Schwarzburg-Rudolstadt | Vorstendom         | Schwarzburg-Rudolstadt***    | Rudolstadt      | 940 km²     | 1       |
| Schwarzburg-Sondershausen | Vorstendom         | Schwarzburg-Sondershausen*** | Sondershausen   | 862 km²     | 1       |
| Waldeck | Vorstendom         | Waldeck(-Pyrmont)****        | Arolsen         | 1121 km²    | 1       |
| Bremen | Vrije en Hanzestad | Bremen                       | Bremen          | 256 km²     | 1       |
| Hamburg | Vrije en Hanzestad | Hamburg                      | Hamburg         | 413 km²     | 1       |
| Lübeck | Vrije en Hanzestad | Lübeck                       | Lübeck          | 297 km²     | 1       |
| Elzas-Lotharingen | Rijksland          | Elzas-Lotharingen*****       | Straatsburg     | 14.517 km²  | 3       |
| * Tot 1876 in personele unie met Pruisen, daarna bij dat land ingelijfd. ** Saksen-Coburg en Saksen-Gotha in personele unie. Deze dubbelstaat bezat echter maar één stem. *** De twee Schwarzburgse vorstendommen waren sinds 1909 in personele unie verenigd. **** Een zelfstandig land met eigen vorst, maar bestuurd door Pruisen. ***** Sinds 1911 in de Bondsraad vertegenwoordigd. |                    |                              |                 |             |         |

## Bevolking
Het Duitse Rijk had in 1880 een gemiddelde bevolkingsdichtheid van 83,7 inwoners per km², hoewel er grote regionale verschillen waren. Het was daarmee minder dichtbevolkt dan België, Nederland, het Verenigd Koninkrijk en Italië. In 1900 leefde 54,3% van de bevolking in dorpen of steden met meer dan 2000 inwoners.

### Polen
De grootste etnische minderheid in het Duitse Keizerrijk vormden de Polen (5,5% van de bevolking), die voornamelijk de Pruisische oostprovincies Silezië, Posen en West-Pruisen bewoonden, die grotendeels door de Silezische Oorlogen en de Poolse Delingen aan Pruisen waren gekomen.
Na de Duitse eenwording werd een versterkte tendens tot germanisering van deze gebieden zichtbaar. In 1876 werd het Duits tot enige bestuurstaal uitgeroepen. De kolonisatiewet van 1886 trachtte meer Duitsers zich in deze gebieden te doen vestigen. Ook Bismarcks Kulturkampf trof de - in overgrote meerderheid katholieke - Polen.

## Economie, wetenschap en techniek
De economische ontwikkeling was aanvankelijk zeer ongelijk verdeeld over het Rijk: Pruisen en het zuiden waren voornamelijk agrarisch terwijl de Rijnprovincie, meer specifiek het Ruhrgebied en de streek rond Saarbrücken (na 1918 bekend als het Saargebied) al industrieel goed ontwikkeld waren. In de jaren 80 en 90 industrialiseerden in snel tempo ook het mijn- en staalgebied Silezië en buiten deze regio's ook grote steden als München, Berlijn en Hamburg. De bevolking was over het algemeen goed opgeleid en door de ingevoerde leerplicht slonk het analfabetisme snel. De Duitse universiteiten groeiden snel uit tot toonaangevende instituten in Europa op het gebied van exacte wetenschappen en ingenieursopleidingen. Duitse wetenschappers waren ook leidinggevend in meer theoretische disciplines als wiskunde, chemie en natuurkunde wat bleek uit de vele keren dat de pas ingestelde Nobelprijs naar Duitsers ging. Veel afgestudeerden werkten in de groeiende technische en chemische industrie. Talrijke hedendaagse Duitse bedrijven werden toen gegrondvest. Bekende namen: Krupp, Thyssen, Bayer, Bosch, Siemens AG alsook Mercedes-Benz en Benz & Cie. Ook veel vernieuwingen werden door Duitse geleerden en technici ontwikkeld of verder verbeterd zoals het Bessemerprocedé in de staalgiettechniek en de eerste kunststoffenproductie bij de chemie. Veel verbeteringen en oorspronkelijke uitvindingen op het gebied van elektriciteit, machinetechniek en de beginnende auto- en vliegtuigindustrie kwamen van Duitse ingenieurs en geleerden. Tegen 1890 overvleugelde de Duitse economie de voorheen dominante Britse economie en bouwde haar koppositie nog verder uit.

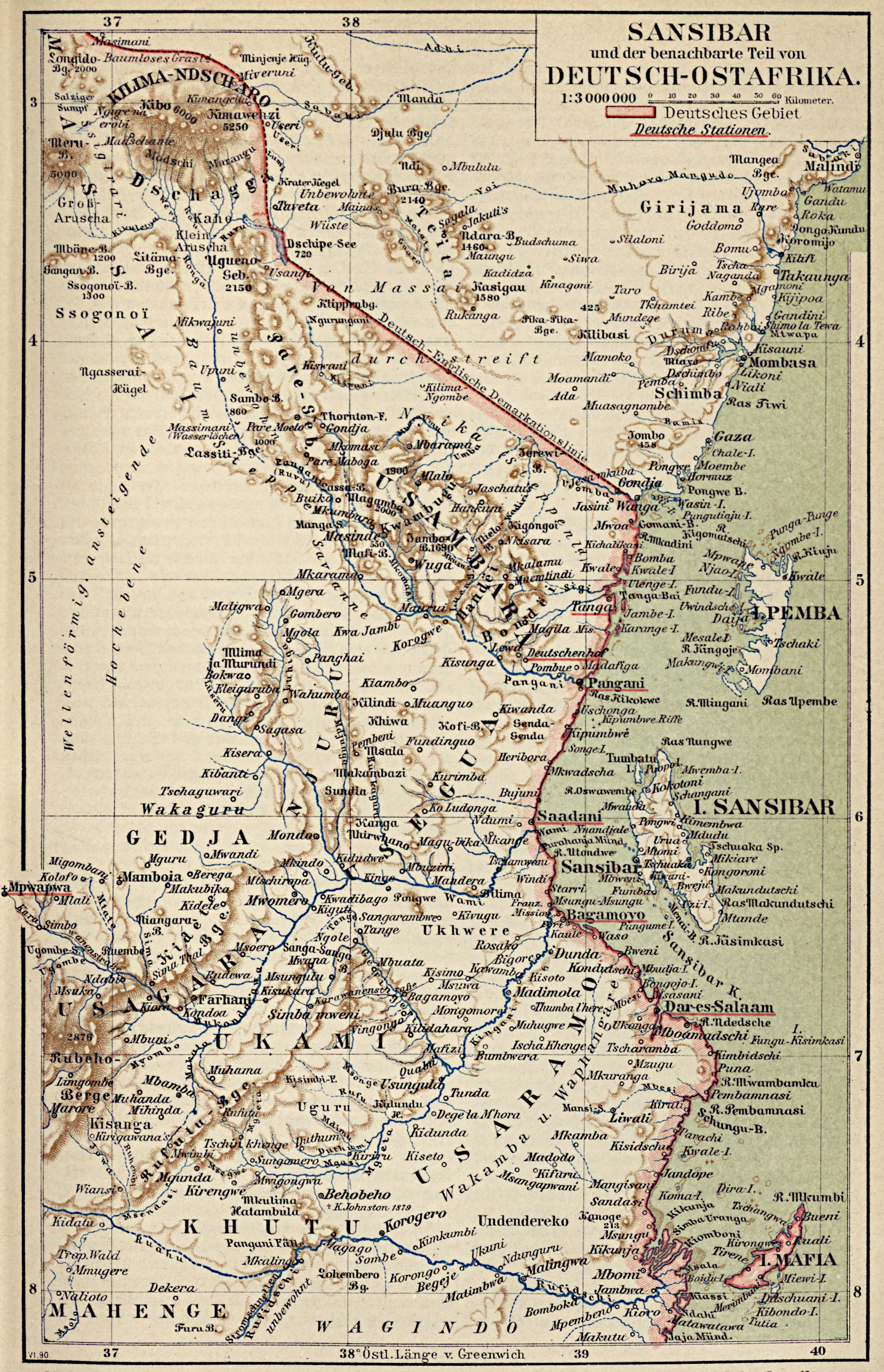
Zanzibar en een deel van Duits-Oost-Afrika

## Koloniën
Duitsland werd te laat een eenheid om nog werkelijk met de koloniale machten als het Verenigd Koninkrijk, Frankrijk, Portugal, België en Nederland te kunnen wedijveren. Aanvankelijk werden Duitse koloniën verworven door private maatschappijen die ze later aan de staat overdroegen. Pas rond 1900 bezat het Keizerrijk een koloniaal rijk dat enigszins met dat van de genoemde landen te vergelijken was, hoewel het veel kleiner en van minder belang was.
Van een werkelijk koloniaal beleid was pas sinds 1884 sprake toen Bismarck, aanvankelijk een tegenstander van het verwerven van overzeese gebiedsdelen, naar Brits voorbeeld handelspunten van staatsbescherming voorzag. Allereerst kwam in april 1884 het door de zakenman Adolf Lüderitz verworven Duits-Zuidwest-Afrika onder Duitse bescherming te staan. In juli volgden Togoland en de bezittingen van Adolph Woermann in Kameroen, in februari 1885 het door Carl Peters verworven Duits-Oost-Afrika. In mei van dat jaar werden Keizer Wilhelmsland en de Bismarckarchipel in bezit genomen. Keizer Wilhelm II achtte, in tegenstelling tot Bismarck, het bezit van een koloniaal rijk absoluut noodzakelijk. Het Rijk stelde in dat jaar Nauru onder zijn "protectie", in 1898 de Chinese stad Jiaozhou (Kiautschou), in 1899 de Carolinen, Marianen, Palau en Samoa.
De Duitse koloniën omvatten in 1914 een gebied van 2,3 miljoen km² (4,5 maal de grootte van Duitsland zelf), en hadden tot dan toe alleen maar geld gekost aan administratie, bestuur en militaire veiligstelling. Dit waren trouwens al de argumenten van de realpolitiker Bismarck geweest om niet al te veel energie in een koloniaal rijk te steken. Ze werden pas enigszins rendabel tegen de tijd dat de Eerste Wereldoorlog uitbrak. In deze oorlog werden, buiten Oost-Afrika, alle koloniën veroverd door de geallieerde tegenstanders van het land. Duitsland raakte met het Verdrag van Versailles in 1919 zijn koloniale rijk weer definitief kwijt.
Anhalt · Baden · Beieren · Bremen · Brunswijk · Elzas-Lotharingen · Hamburg · Hessen · Lauenburg · Lippe · Lübeck · Mecklenburg-Schwerin · Mecklenburg-Strelitz · Oldenburg · Pruisen · Reuss jongere linie · Reuss oudere linie · Saksen · Saksen-Altenburg · Saksen-Coburg en Gotha · Saksen-Meiningen · Saksen-Weimar-Eisenach · Schaumburg-Lippe · Schwarzburg-Rudolstadt · Schwarzburg-Sondershausen · Waldeck · Württemberg